# هارالد تروچ
هارالد تروچ (آلمانی: Harald Troch؛ زاده ۲ مهٔ ۱۹۵۹) نماینده پارلمان از حزب سوسیال‌دموکرات در اتریش است.